# Jung E
Pour plus de détails, voir Fiche technique et Distribution.
Jung_E (정이) est un film sud-coréen réalisé par Yeon Sang-ho, sorti en 2023.

## Synopsis
En 2135, la Terre est depuis plusieurs années une 
planète désolée, devenue quasiment inhabitable en raison du changement climatique. La plupart des Humains vit désormais dans des abris artificiels, en orbite entre la Terre et la Lune, spécialement construits pour la survie. Mais un conflit a éclaté avec des abris séditieux, regroupés sous le nom de République d'Adrian,
et le reste des abris, les Alliés. Pour mettre fin à cette guerre qui dure depuis 40 ans, le dernier espoir est un robot évolutif fabriqué par les Alliés et le laboratoire Kronoid. Ce robot, JUNG_E, est basé sur le clone du cerveau de la légendaire mercenaire coréenne : la capitaine Yun Jung-yi. Sa propre fille, Yun Seo-hyun, dirige le programme.

## Fiche technique
Sauf indication contraire, les informations mentionnées dans cette section peuvent être confirmées par la base de données cinématographiques IMDb,  présente dans la section « Liens externes ».
- Titre original : 정이
- Titre international : Jung_E
- Réalisation et scénario : Yeon Sang-ho
- Société de production : Climax Studio
- Société de distribution : Netflix
- Budget : n/a
- Pays de production :  Corée du Sud
- Langue originale : coréen
- Format : couleur
- Genre : science-fiction et action
- Durée : 99 minutes
- Date de sortie[1] :
  - Monde : 20 janvier 2023 (sur Netflix)
- Classification[2] :
  - Corée du Sud : interdit aux moins de 13 ans

## Distribution
- Kang Soo-yeon (VF : Julie Turin) : Seohyun
- Kim Hyun-joo (VF : Hélène Bizot) : Jung_E
- Ryu Kyung-soo (en) (VF : Maxime Baudouin) : Sang-Hoon
- Park So-yi (VF : Ségolène Alunni) : Seohyun

## Production
Kim Hyun-joo et Ryu Kyung-soo (en) retrouvent le réalisateur Yeon Sang-ho après la série Hellbound (2021),.
Le tournage commence en novembre 2021 et s'achève en janvier 2022,.